# ハリル・シェマム
ハリル・シェマム（Khalil Chemmam 、1987年7月24日 - ）は、チュニジアの首都チュニス出身の元プロサッカー選手。元チュニジア代表。現役時代のポジションは、ディフェンダー。

## 経歴

### クラブ
地元クラブのエスペランス・スポルティーブ・ドゥ・チュニスでプロキャリアをスタート。2006年のデビュー以来、チームの主力に定着。2008年の国内カップ戦制覇を皮切りに、国内・国際両方の大会で多くのタイトルを獲得した。
2014年8月、ヴィトーリアSCに移籍。

### 代表
2008年8月、アンゴラ代表との親善試合でチュニジア代表初出場。
アフリカネイションズカップ2010では登録メンバーに選ばれたものの、試合に出場することなく大会を終えた。アフリカネイションズカップ2012では2試合に出場、アフリカネイションズカップ2013にも参加した。

## タイトル
エスペランス
- クープ・ドゥ・チュニジエ (4) : 2007, 2008, 2011, 2016
- チュニジア・リーグ (12) : 2006, 2009, 2010, 2011, 2012, 2014, 2017, 2018, 2019, 2020, 2021, 2022
- CAFチャンピオンズリーグ (3) : 2011, 2018, 2019
- UAFAクラブカップ (2) : 2009, 2017